# Arandaspis
Arandaspis (Arandaspis prionotolepis) – wymarły przedstawiciel bezżuchwowców z gromady heterostraków. Żył w okresie ordowiku (480-470 mln lat temu). Jego skamieniałości znaleziono w Australii w okolicach miasta Alice Springs (Terytorium Północne) w 1959 roku. Nazwa zwierzęcia pochodzi od lokalnego plemienia Aborygenów Aranda.
Ciało Arandaspis było pokryte twardymi płytami z otworami na oczy, nozdrza i skrzela.